# Jože Petek
Jože Petek, slovenski partizan in vojni fotoreporter, * 31. avgust 1912, Ribnica, † 3. januar 1945, Luče.
Petek je končal srednjo gradbeno šolo. Ljubiteljsko se je poleg fotografiranja ukvarjal še s slikanjem in rezbarjenjem. V NOB je deloval na kulturnopropagandnem področju, najprej v 14. diviziji, nato pa v štabu  4. operativne cone, kjer je bil vodja fotosekcije.
Petek je zaslovel z dokumentarnimi fotografijami pohoda 14. divizije na Štajersko. Fotografije so bile objavljene leta 1954 in 1979 v monografiji S štirinajsto divizijo. Društvo novinarjev Slovenije je ob razstavah novinarske fotografije podeljevalo po Petku poimenovano nagrado.